# Afrixalus quadrivittatus
Espèce
Synonymes
- Hyperolius leptosomus Peters, 1877
- Megalixalus leptosomus quadrivittatus Werner, 1908 "1907"

Statut de conservation UICN

 LC  : Préoccupation mineure
Afrixalus quadrivittatus est une espèce d'amphibiens de la famille des Hyperoliidae.

## Répartition
Cette espèce se rencontre au Cameroun, au Tchad, au Gabon, en Guinée équatoriale, au Soudan du Sud, en Éthiopie, au Kenya, au Nigeria, en République centrafricaine, en République démocratique du Congo, en République du Congo, au Burundi, au Rwanda, en Ouganda et en Tanzanie.

## Taxinomie
Elle constitue un complexe d'espèces.

## Publications originales
- Peters, 1877 : Übersicht der Amphibien aus Chinchoxo (Westafrika), welche von der Africanischen Gesellschaft dem Berliner zoologischen Museum übergeben sind. Monatsberichte der Königlichen Preussischen Akademie der Wissenschaften zu Berlin, vol. 1877, p. 611-620 (texte intégral).
- Werner, 1908 : Ergebnisse der mit Subvention aus der Erbschaft Treitl unternommenen zoologischen Forschungsreise Dr. Franz Werners nach dem ägyptischen Sudan und Nord-Uganda. XII. Die Reptilien und Amphibien. Sitzungsberichte der Kaiserlichen Akademie der Wissenschaften, Mathematisch-Naturwissenschaftliche Classe, vol. 116, p. 1823-1926.